# Церковь Святой Елизаветы (Нюрнберг)

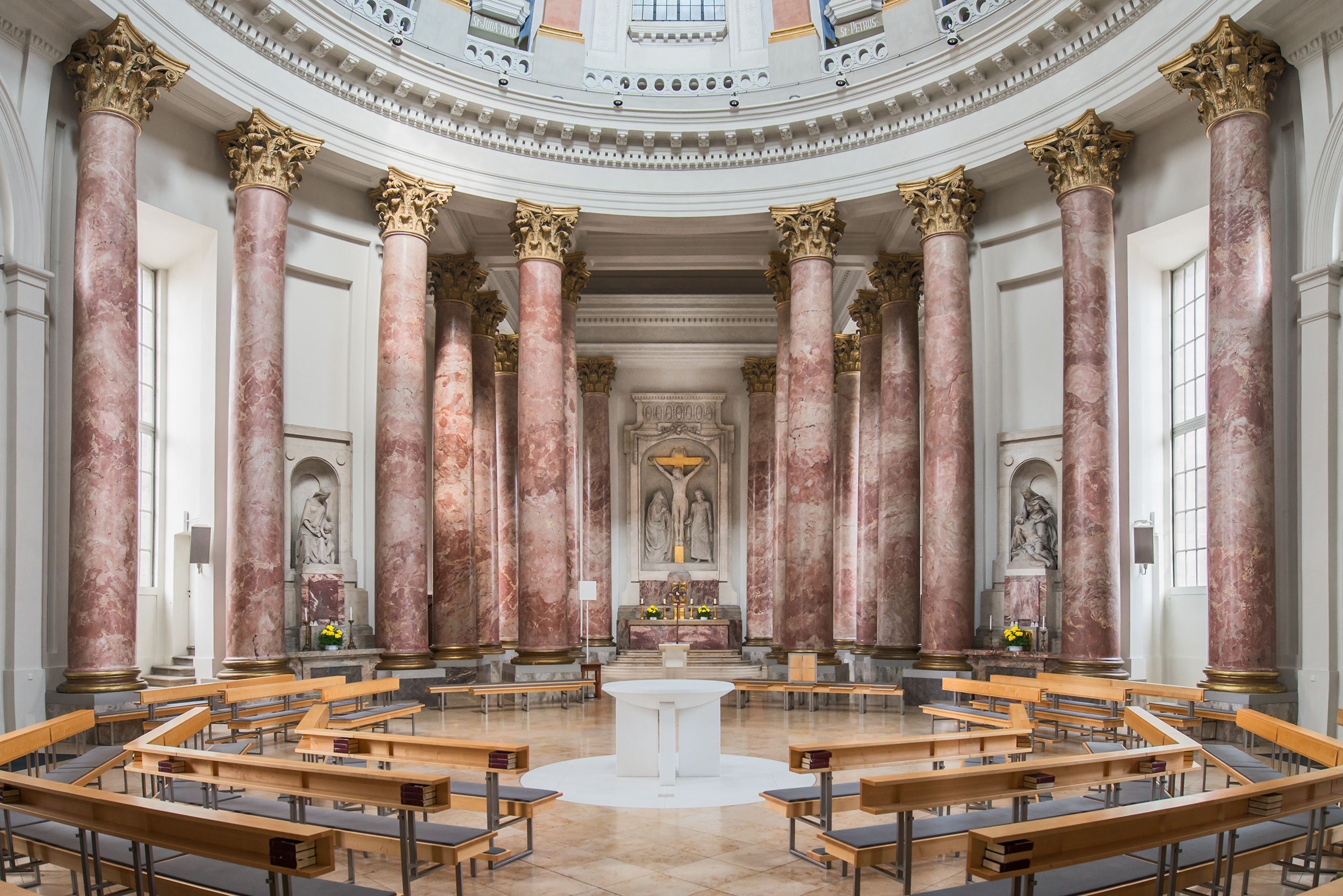

Церковь Святой Елизаветы — римско-католический храм в Нюрнберге, земля Бавария, Федеративная республика Германия. Расположен в старой части города на площади Якобсплац, рядом с Белой башней и напротив евангелической церкви Святого Якова.

## История церкви
В 1209 году Тевтонский орден построил за границами вольного имперского города Нюрнберга комтурство с госпиталем и капеллой при нём. Позже капеллу посвятили Елизавете Тюрингенской, канонизированной в 1235 году как святая Елизавета Венгерская. На рубеже XIV—XV веков, после постройки новых городских стен церковь оказалась на территории города. После реформации она осталась единственным католическим храмом Нюрнберга. К XVIII веку небольшая готическая церковь стала слишком мала для местной католической общины, однако переговоры Тевтонского ордена с городскими властями растянулись более чем на 60 лет. Лишь к 1780 году было достигнуто соглашение о строительстве нового здания, колокольню при этом поставить не разрешили; старую же церковь снесли в 1784 году.
Проект нового здания в стиле классицизма был разработан архитектором Францем Игнацем Михелем Нейманом, сыном прославленного Балтазара Неймана, в 1783—1785 годах. 19 мая 1785 года был заложен первый камень, однако уже в сентябре Франца Неймана не стало, строительство церкви поручили Петеру Антону фон Фершаффельту. Крупный перерасход средств привёл к отставке фон Фершаффельта в 1789 году, но к 1802 году, сменив ещё четырёх архитекторов, постройку всё же завершили.
Внутренние работы в церкви ещё вовсю проводились, когда в 1806 году она попала под секуляризацию, и в течение почти всего XIX века выполняла роль склада стройматериалов, боеприпасов и фуража. Лишь в 1886 году здание было выкуплено архиепархией Бамберга и стало приходской церковью; работы по его завершению по первоначальному проекту закончились к 1903 году. В 1950 году в память о крестоносцах, основавших церковь, купол был увенчан позолоченным тевтонским крестом.

## Архитектура
Купольная церковь Святой Елизаветы — один из немногих в Нюрнберге памятников классицизма, отличающийся строгими геометрическими формами. Величественный портал, выходящий на Якобсплац, оформлен треугольным фронтоном на четырёх колоннах.
Основной объём храма в плане имеет квадрат со вписанным в него кругом, соответствующим массивному куполу. Пристроенные к квадрату с двух сторон нартекс и хор перекрыты цилиндрическими сводами. 50-метровый круглый купол опирается на 16 колонн, образующих центральную ротонду диаметром 17 метров. Всего в интерьере церкви, выдержанном в светлых и тёплых тонах, 40 колонн, облицованных красным мрамором, с позолоченными капителями.
На главном алтаре церкви Святой Елизаветы — скульптурная группа Распятия Иисуса Христа с золотым крестом. На четырёх сторонах ротонды, соответствующих углам квадрата, ещё четыре скульптурных алтаря — Елизаветы, Марии, Иосифа и Фомы. Есть также небольшой центральный алтарь из белого мрамора — прямо в середине зала, под куполом. В купольном барабане в нишах поставлены скульптуры двенадцати апостолов.
Орган церкви Святой Елизаветы 1903 года, восстановленный в 2010 году, ныне является самым старым сохранившимся органом Нюрнберга, сильно разрушенного бомбардировками второй мировой войны.